# Emil Hurezeanu
Emil Horațiu Hurezeanu, né le 26 août 1955 à Sibiu (République populaire roumaine), est un journaliste, diplomate et homme politique roumain.
Il est nommé ministre des Affaires étrangères de Roumanie le 23 décembre 2024. 

## Biographie
Emil Hurezeanu mène d'abord une carrière de journaliste, avant de devenir en 2015 ambassadeur de Roumanie en Allemagne.